# Justus Daniel Flebbe
Justus Daniel Flebbe (getauft am 25. Mai 1690 in Wassel; † 17. Januar 1727 in Döhren vor Hannover) war ein evangelischer Theologe.
Justus Daniel Flebbe war der Sohn des Wasseler Pastors Ludolf Flebbe. Ab 1716 war er Hilfsgeistlicher bei seinem Vater und wurde 1722 sein Nachfolger. Ab 1726 war Justus Daniel Flebbe in Döhren bis zu seinem Tode als Pfarrer tätig.
Die 1935 angelegte Flebbestraße in Döhren ehrt den Pfarrer mit ihrer Namensgebung.